# Castello Borghese (Vivaro Romano)
Il Castello Borghese di Vivaro Romano (città metropolitana di Roma Capitale), sito nel centro storico del paese, è il castello intorno a cui si è sviluppato lo storico fenomeno dell'incastellamento che ha dato origine al paese ed epicentro delle vicende storiche del paese.

## Storia

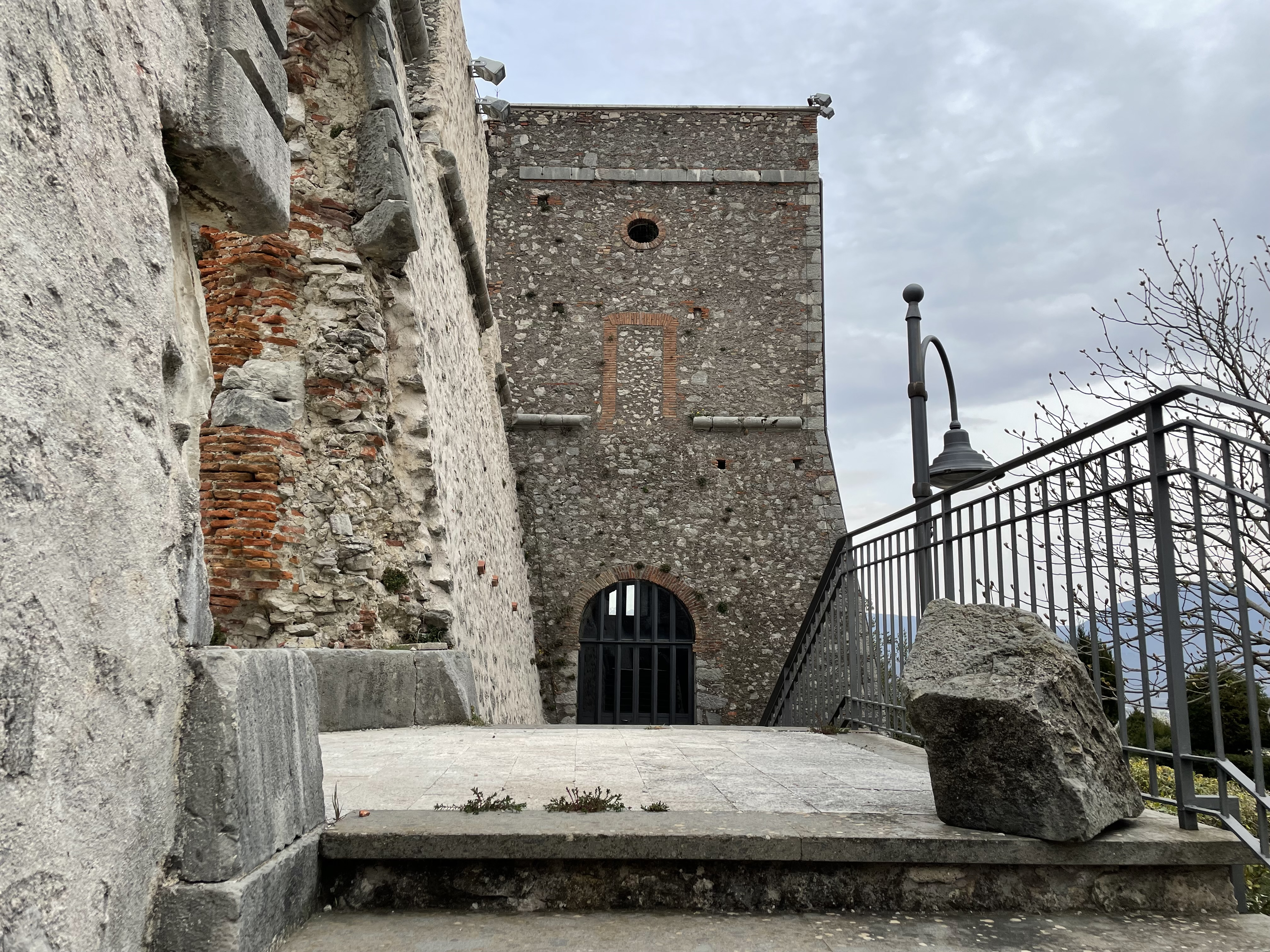
La Torretta vista dall'interno del Castello; a sinistra i resti del Palazzo Baronale

### Costruzione
La storia del Castello di Vivaro Romano viene fatta risalire agli inizi del Regno Longobardo, nonostante compaia per la prima volta in un testo scritto solo nel 1012 come proprietà dell'Abbazia di Farfa; documenti del Regesto di Farfa ne indicano l'esistenza nel racconto dell'incendio che distrusse proprio questo primo castello intorno al 1048.

### IlCastrumdella famiglia Orsini
La proprietà del Castrum entrò a far parte delle proprietà della famiglia Orsini che intorno alla metà del XV secolo iniziano la ricostruzione e allargamento di tutto il Castrum e un grande restauro del Castello vero e proprio; vennero costruiti:
- Una cinta muraria a difesa dell'abitato con quattro porte, oggi andate perdute - Porta Colle Gennaro, Porta Lancia, Porta Paola e Porta Nova.
- Il Palazzo Baronale, la cui entrata era posta su un grande giardino con fontana rivolto alla Piana del Cavaliere e composto da 16-19 stanze e una cappella a S. Michele, in ricordo della ecclesia castri di S. Michele ospitata nel castello andato distrutto nell'XI secolo.
- Due alte torri di forma quadrata, di cui una vera e propria entrata al complesso e allo stesso tempo prigione del Castrum, simmetriche rispetto al Palazzo.
- Un orto posto dietro il Palazzo.

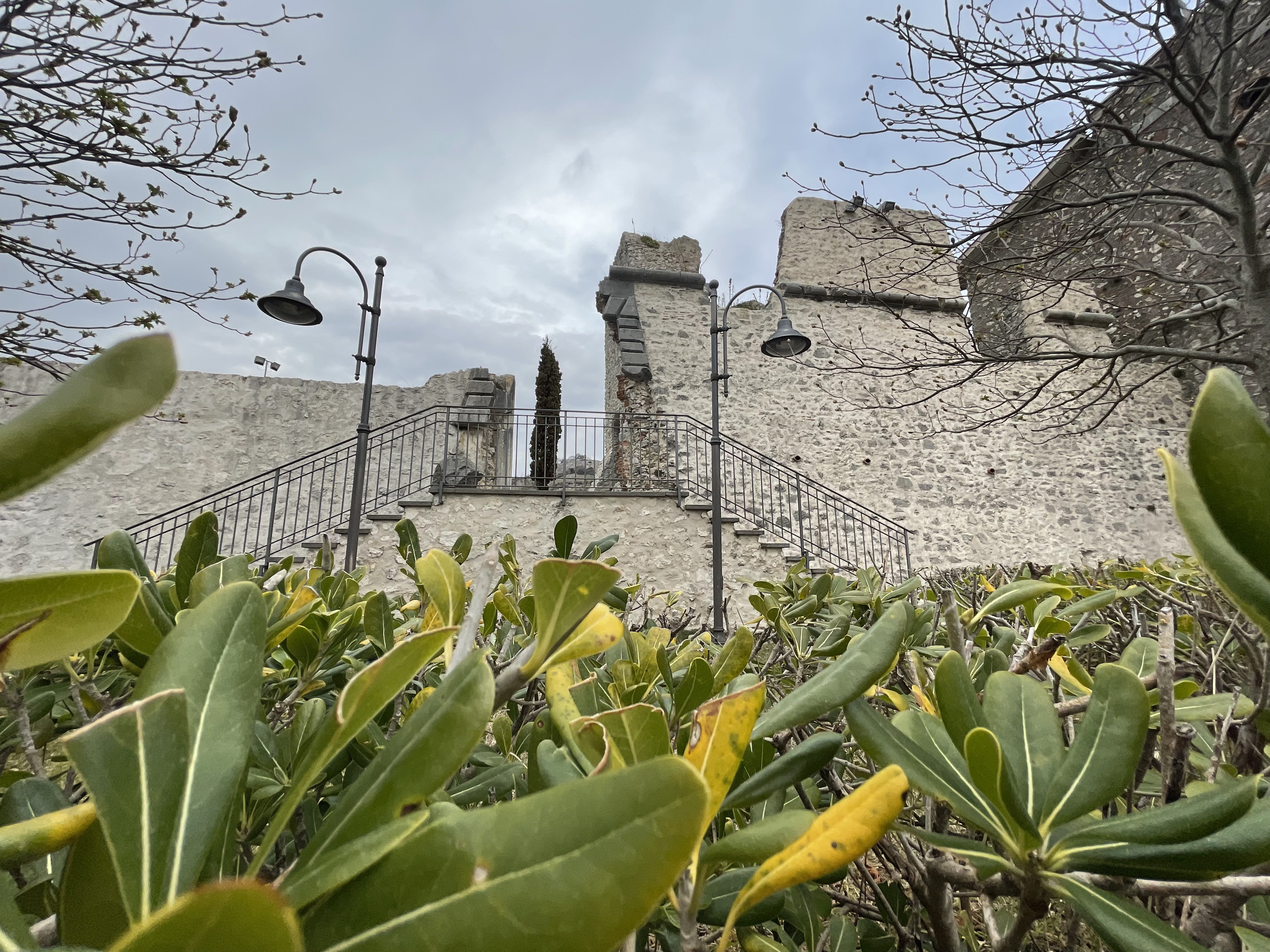
La scalinata d'ingresso al vecchio Palazzo Baronale con i resti del Portale d'ingresso.

Da una relazione scritta al tempo della vendita di Vivaro ai Borghese si riporta una descrizione del complesso:
(Giuseppe Presutti, Vivaro)

### Età moderna
Dopo molti passaggi di proprietà, il feudo di Vivaro passò infine alla famiglia Borghese, quando nel 1609 Papa Paolo V Borghese lo acquisto per suo nipote Marcantonio II Borghese elevandolo a status di Principato, e si fecero promotori di un nuovo restauro; a questo viene fatto risalire il grande arco a tutto sesto seicentesco, portale alla residenza che ancora oggi introduce ai resti del Castello.
Una descrizione più approfondita del Castello fatta a meta del XVIII secolo la da l'Arciprete di Vivaro, Angelo Alessandri da Vallinfreda:
Nei tempi posteriori vi si è aperta un'altra piccola porta, fuori, cioè sull'accennata gradinata; e questa per dare l'ingresso ad un piccolo appartamento destinato per il Governatore ecc.
I muri erano fortissimi, e, nei lati, così spaziosi e larghi ch'io ne misurai gli angoli fino alla larghezza di quindici palmi, ad onta che il palazzo fosse piuttosto sopra vivi ed enormi scogli.
Le finestre erano molto alte e perciò opportune a difendersi. E finalmente, un condotto di piombo vi recava l'acqua della così detta Scentella.»
(Giuseppe Presutti, Vivaro)

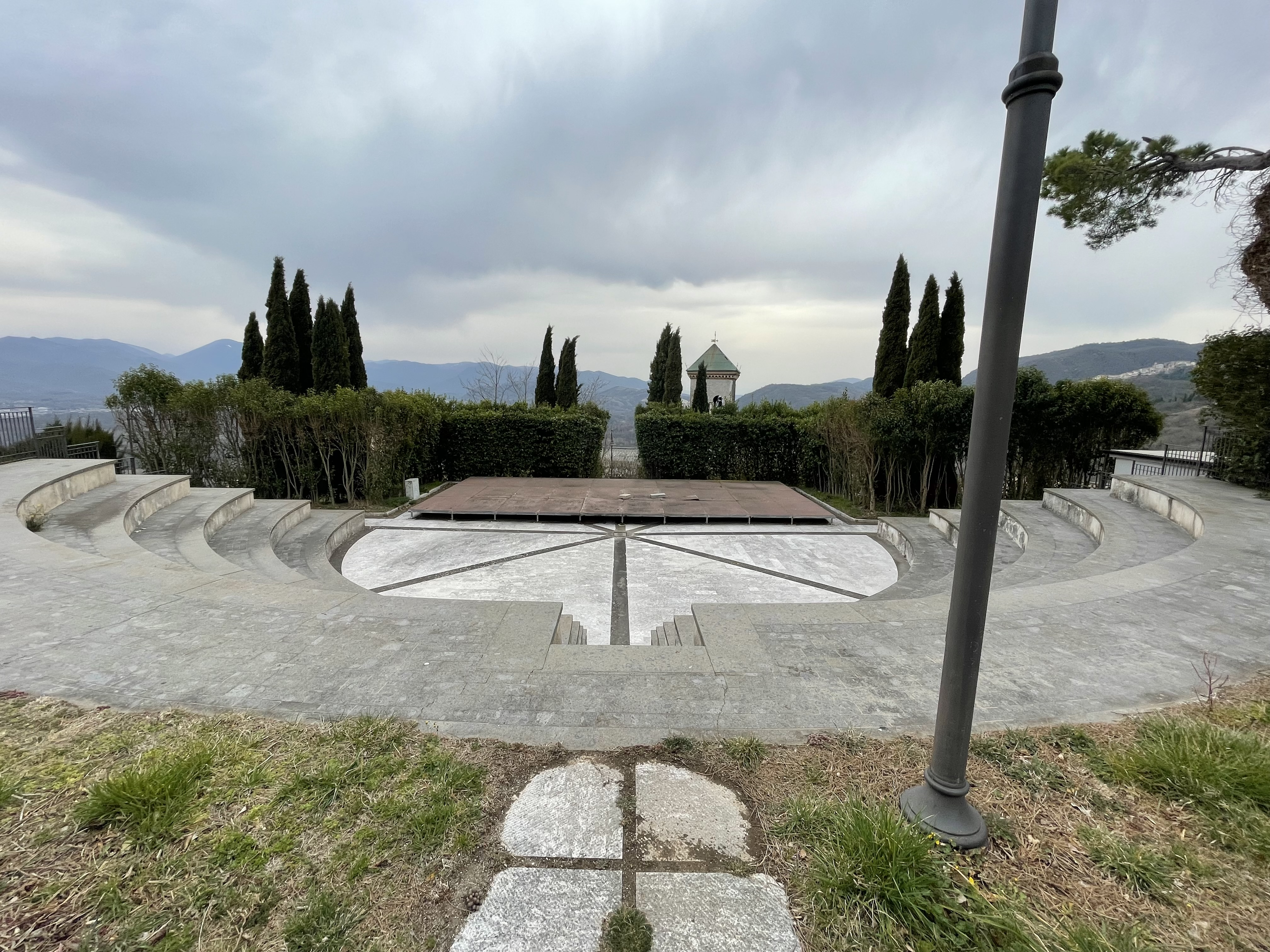
Il teatro di nuova costruzione

Il Castello fu poi coinvolto nella battaglia tra la Repubblica Romana, repubblica sorella della Francia rivoluzionaria, e lo Stato Pontificio, quando un gruppo di insorti vivaresi capitanati dal fabbro-ferraio Mastro Lavinio Ferruzzi si asserragliarono nel Castello intorno al 1799 che fu più volte attaccato dalle truppe della Repubblica.
A seguito di tali eventi, proprio nel 1799 i vivaresi, per motivi non noti, decisero di distruggere il Castello, vendendone addirittura i materiali.
Di tutto il complesso oggi sono ancora visibili solo alcune parti: La Torretta, di tre piani e rimasta completamente intatta, la base della torre gemella e parti del grande Portale d'ingresso al Palazzo Baronale.

### Età contemporanea
Un restauro generale dei resti del Castello fu svolto agli inizi del Duemila; con esso fu costruito un teatro all'aperto, nel giardino che era la piazza del Castello di fronte al Palazzo Baronale, per lo svolgimento di rappresentazioni artistiche e feste paesane.
Nel 2007 un intervento di restauro è stato svolto sulla torretta crollata.
Nel 2013 fu creato un museo per raccontare la storia dell'abitato e degli abitanti di Vivaro Romano ospitato nell'unica torre del Castello rimasta intatta.

## La Torretta
La Torretta medievale è ciò che rimane delle due torri del castello, ha base quadrata e si sviluppa su tre piani.
Attualmente ospita il museo demo etnoantropologico e storico-archeologico Castrum Vivarii.